# Oskar Weber von Ebenhof
Oskar svobodný pán Weber von Ebenhof (německy Oscar Freiherr Weber von Ebenhof) (27. července 1855 Praha – 11. března 1932 Baden) byl rakousko-uherský generál. Jako absolvent vojenské akademie sloužil v c. k. armádě od roku 1875, jako štábní důstojník vystřídal působení u různých jednotek jezdectva. Dosáhl hodnosti polního podmaršála (1907) a v závěru své kariéry byl zástupcem velitele armádního sboru v Košicích (1906–1910). V roce 1910 odešel do výslužby.

## Životopis

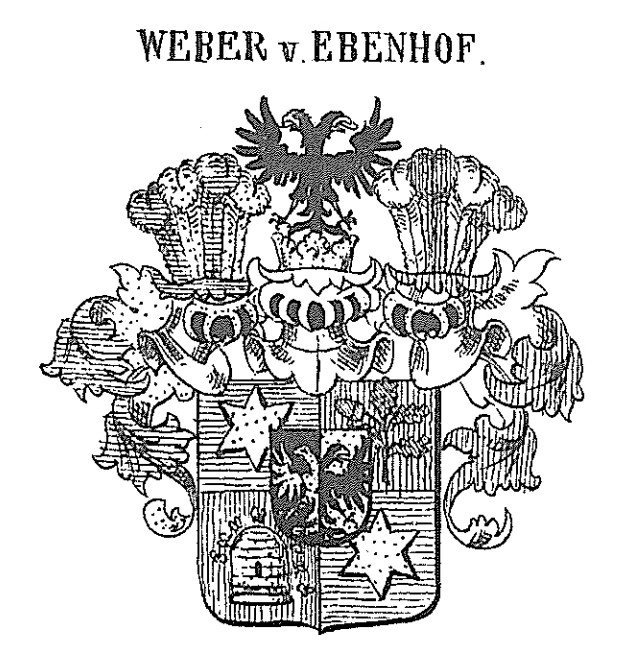
Erb rodu Weberů z Ebenhofu

Pocházel z úřednické rodiny, narodil se jako starší syn místodržitelského rady Ernsta Webera (1823–1893) a jeho manželky Isabely, rozené Stenzlové (1836–1928). Studoval na Tereziánské vojenské akademii ve Vídeňském Novém Městě a do armády vstoupil v roce 1875 jako poručík k 4. dragounskému pluku. V letech 1878–1880 si doplnil vzdělání na Válečné škole (K.u.k. Kriegsschule) ve Vídni a v hodnosti nadporučíka byl zařazen do sboru důstojníků generálního štábu. Jako štábní důstojník byl přidělen k 9. jezdecké brigádě v Pardubicích, později sloužil u 1. jezdecké brigády ve Vídni, formálně byl nadále příslušný k 4. dragounskému pluku. V roce 1884 byl povýšen na kapitána a v následujících letech byl pobočníkem generálů Mondela a Paara. Jako major (1891) byl přeložen ke štábu jezdecké divize v Krakově. V roce 1894 byl v hodnosti podplukovníka jmenován zástupcem velitele 2. hulánského pluku v Tarnówě.
V roce 1897 dosáhl hodnosti plukovníka a stal se velitelem 14. dragounského pluku v Klatovech (1897–1902). V roce 1902 byl jmenován velitelem 18. jezdecké brigády v Zoločivi a k datu 1. května 1903 dosáhl hodnosti generálmajora. V letech 1906–1910 zastával funkci zástupce velitele 6. armádního sboru v Košicích a v roce 1907 byl povýšen do hodnosti polního podmaršála. K datu 1. dubna 1910 byl penzionován.
Zemřel svobodný a bezdětný v roce 1932 v Badenu u Vídně. Jeho mladší bratr Ernst (1858–1931) působil ve státních službách, byl dlouholetým sekčním šéfem v císařské kabinetní kanceláři zodpovědným za heraldiku rytířů Řádu zlatého rouna a c. k. tajným radou.
Kromě Oskarova otce se v různých sférách veřejného života uplatnili i jeho strýcové. Philipp (1818–1900) byl dlouholetým místodržitelem na Moravě (1872–1874) a místodržitelem v Čechách (1874–1881). Další bratr Ferdinand (1819–1893) proslul jako lékař a děkan Karlovy univerzity.

## Tituly a ocenění
Od dětství užíval šlechtický titul rytíře s predikátem von Ebenhof udělený rodině v roce 1865. Spolu s otcem byl v roce 1880 povýšen do stavu svobodných pánů. Během vojenské služby obdržel několik vyznamenání, vzhledem k několikaleté bezprostřední blízkosti v okruhu císařských generálních pobočníků byl oceněn i v zahraničí.

### Rakousko-Uhersko
- Vojenský záslužný kříž (1891)
- Jubilejní pamětní medaile (1898)
- Služební odznak pro důstojníky III. třídy (1900)
- Vojenský jubilejní kříž (1908)
- rytířský kříž Leopoldova řádu (1910)

### Zahraničí
- rytíř Řádu čestné legie (Francie)
- Řád červené orlice III. třídy (Německo)
- Řád pruské koruny III. třídy (Německo)
- Řád svatého Vladimíra IV. třídy (Rusko)
- rytíř Řádu sv. Mořice a Lazara (Itálie)
- rytíř Záslužného řádu bavorské koruny (Bavorsko)
- rytíř Řádu Albrechtova (Sasko)
- rytíř Řádu meče (Švédsko)
- důstojník Řádu rumunské hvězdy (Rumunsko)
- Řád Takova IV. třídy (Srbsko)
- Řád lva a slunce I. třídy (Persie)